# 後毛爾凱山

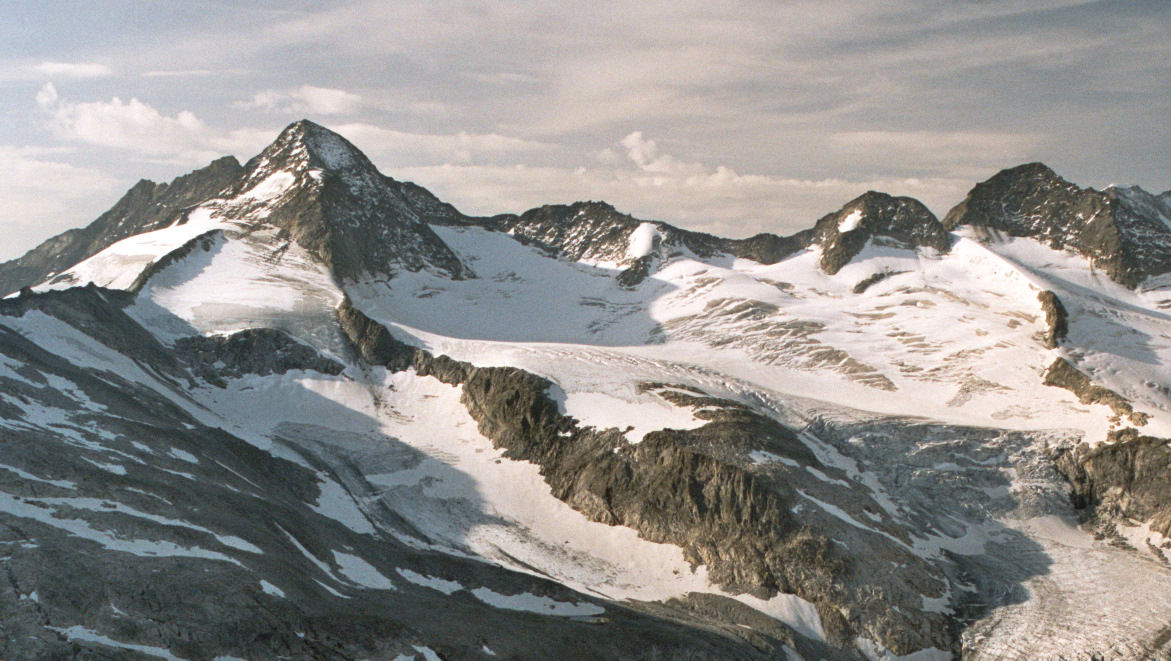

47°05′34″N 12°17′01″E / 47.092764°N 12.283651°E
後毛爾凱山（德語：Hinterer Maurerkeeskopf），是奧地利的山峰，位於該國中部，處於薩爾茨堡州和蒂羅爾州接壤的邊界，屬於維內迪傑山脈的一部分，海拔高度3,311米，每年平均降雨量1,971毫米，人類在1881年首次登頂。